# Санта Северина
Санта Северина (итал. Santa Severina) је насеље у Италији у округу Кротоне, региону Калабрија.
Према процени из 2011. у насељу је живело 1903 становника. Насеље се налази на надморској висини од 230 м.

## Становништво
Према резултатима пописа становништва 2011. у општини је живело 2.262 становника.
| 1931. | 1936. | 1951. | 1961. | 1971. | 1981. | 1991. | 2001. | 2011. |
| ----- | ----- | ----- | ----- | ----- | ----- | ----- | ----- | ----- |
| 2.258 | 2.328 | 3.003 | 3.138 | 2.831 | 2.621 | 2.578 | 2.327 | 2.262 |

## Партнерски градови
- Мангалија